# Lars Kepler

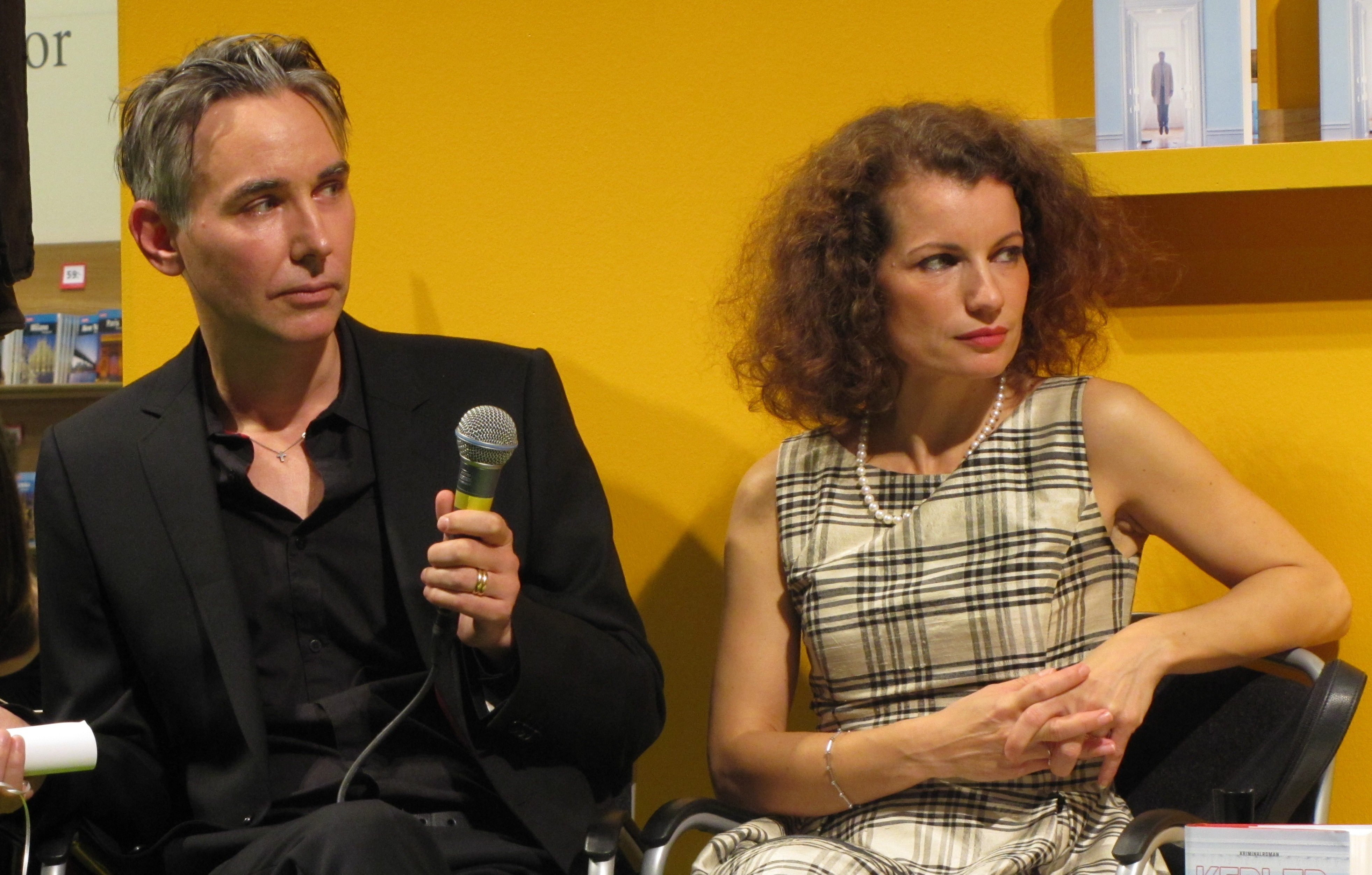
Alexander Ahndoril und Alexandra Coelho Ahndoril auf der Göteborger Buchmesse (2010)

Lars Kepler ist das Pseudonym eines schwedischen Autorenduos von Kriminalromanen.

## Autoren
Unter dem Pseudonym Lars Kepler schreibt das schwedische Ehepaar Alexandra Coelho Ahndoril und Alexander Ahndoril seit 2009 Kriminalromane. Ihr gemeinsames Debüt Der Hypnotiseur war ein großer Erfolg in Schweden und wurde bislang in 30 Länder verkauft. Die Bücher, die alle von dem Kommissar Joona Linna handeln, haben in Schweden Literaturpreise gewonnen.

## Werke

### Joona-Linna-Reihe
1. Der Hypnotiseur. Lübbe, Köln 2010, ISBN 978-3-7857-2426-2. Original: Hypnotisören, 2009.
2. Paganinis Fluch. Lübbe, Köln 2011, ISBN 978-3-7857-2428-6. Original: Paganinikontraktet, 2010.
3. Flammenkinder. Lübbe, Köln 2012, ISBN 978-3-7857-2463-7. Original: Eldvittnet, 2011.
4. Der Sandmann. Lübbe, Köln 2014, ISBN 978-3-431-03887-3. Original: Sandmannen, 2012.
5. Ich jage dich. Lübbe, Köln 2015, ISBN 978-3-7857-2511-5. Original: Stalker, 2014.
6. Hasenjagd. Lübbe, Köln 2017, ISBN 978-3-431-03958-0. Original: Kaninjägaren, 2016.
7. Lazarus. Lübbe, Köln 2019, ISBN 978-3-7857-2650-1. Original: Lazarus, 2018.
8. Der Spiegelmann. Lübbe, Köln 2020, ISBN 978-3-7857-2704-1. Original: Spegelmannen, 2020.
9. Spinnennetz. Lübbe, Köln 2023, ISBN 978-3-7517-2803-4. Original: Spindeln, 2022.
10. Der Nachtgänger. Lübbe, Köln 2025, ISBN 978-3-7577-0050-8. Original: Sömngångaren, 2024.

### Romane
- Playground, Leben oder Sterben. Piper, München 2015, ISBN 978-3-492-06046-2. Original: Playground, 2015.

### Verfilmungen
- Der Hypnotiseur, schwedischer Kriminalfilm aus dem Jahr 2012